# Рубіж оборони

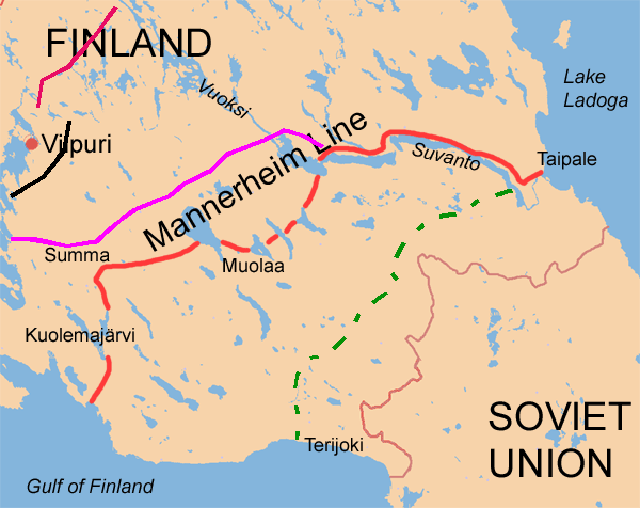
Лінія Маннергейма

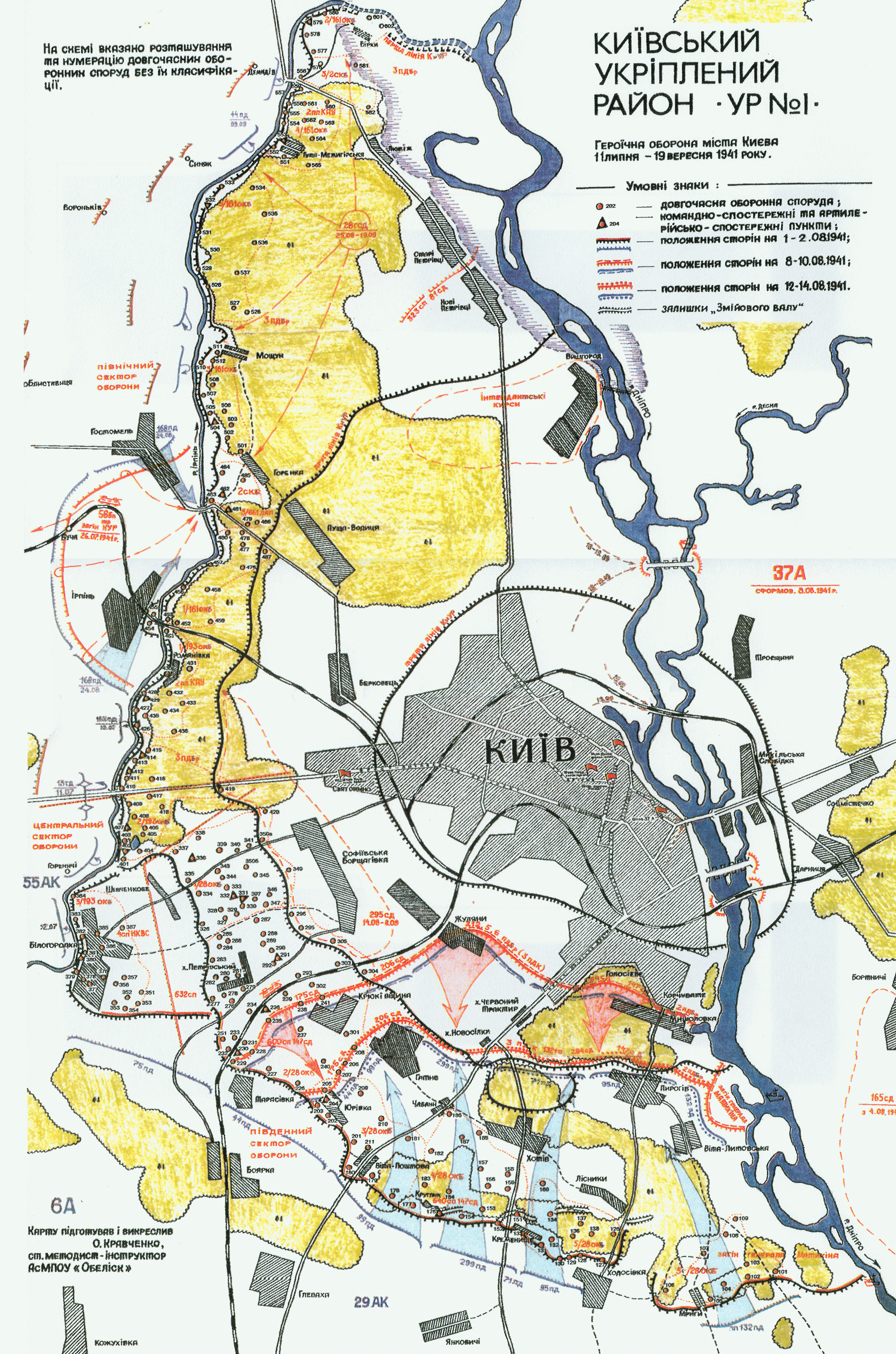
Київський укріплений район з розгалуженою системою рубежів оборони на підступах до Києва. Серпень 1941

Карта оборонних рубежів Зимової лінії. Італія, 1943

Рубіж оборони (оборонний рубіж) — у військовій справі — смуга (ділянка) місцевості, зайнята або підготовлена в інженерному плані до заняття військами для ведення оборонних дій.

## Види рубежів оборони
За масштабом:
- стратегічний рубіж оборони
- оперативний рубіж оборони
- тактичний рубіж оборони

За формуваннями, які їх займають:
- фронтовий рубіж оборони
- армійський рубіж оборони
- корпусний рубіж оборони

За порядковим номером у загальній системі оборони:
- перший рубіж оборони
- другий рубіж оборони

За призначенням та роллю:
- головний (основний) рубіж оборони
- допоміжний рубіж оборони
- проміжний рубіж оборони
- відсічний рубіж оборони